# Монеты и банкноты Франции 1960—2001 годов

## Таблица монет 1960—2001 годов
| Таблица монет 1960—2001 годов                            | Таблица монет 1960—2001 годов | Таблица монет 1960—2001 годов | Таблица монет 1960—2001 годов | Таблица монет 1960—2001 годов | Таблица монет 1960—2001 годов | Таблица монет 1960—2001 годов                                                    | Таблица монет 1960—2001 годов                                                      | Таблица монет 1960—2001 годов                                               |
| Аверс                                                    | Реверс                        | Диаметр                       | Вес                           | Гурт                          | Аверс | Реверс                                                                           | Металл                                                                             | Эмиссия                                                                     |
| 1 сантим                                                 | 1 сантим                      | 1 сантим                      | 1 сантим                      | 1 сантим                      | 1 сантим | 1 сантим                                                                         | 1 сантим                                                                           | 1 сантим                                                                    |
| -------------------------------------------------------- | ----------------------------- | ----------------------------- | ----------------------------- | ----------------------------- | --- | -------------------------------------------------------------------------------- | ---------------------------------------------------------------------------------- | --------------------------------------------------------------------------- |
|                                                          |                               | 15 мм                         | 1,62 г                        | гладкий                       | Номинал | Колос пшеницы                                                                    | Нержавеющая сталь                                                                  | 1962—2001 Тираж: 1968 г. — 40 890 000 шт.                                   |
| 2 сантима                                                |                               |                               |                               |                               | |                                                                                  |                                                                                    |                                                                             |
|                                                          |                               | 17 мм                         | 2.3г                          | гладкий                       | Номинал | Колос пшеницы                                                                    | Нержавеющая сталь                                                                  | 1961 Тираж: 3500 шт. Только пробные монеты (ESSAI), в обращение не выпущены |
| 5 сантимов.                                              |                               |                               |                               |                               | |                                                                                  |                                                                                    |                                                                             |
|                                                          |                               | 19 мм                         | 3.4 г                         | гладкий                       | Номинал | Колос пшеницы                                                                    | Нержавеющая сталь                                                                  | 1961—1964 Тираж: 1962 г. — 166 360 000 шт.                                  |
| 5 сантимов. Дизайнер Анри Лагрифул (Henri Lagriffoul)    |                               |                               |                               |                               | |                                                                                  |                                                                                    |                                                                             |
|                                                          |                               | 17 мм                         | 2 г                           | гладкий                       | Номинал | Голова Марианны                                                                  | Алюминиевая бронза                                                                 | 1966—2000 Тираж: 1966 г. — 502 512 000 шт.                                  |
| 10 сантимов. Дизайнер Адриен Дьёдонне (Adrien Dieudonne) |                               |                               |                               |                               | |                                                                                  |                                                                                    |                                                                             |
|                                                          |                               | 20 мм                         | 3 г                           | гладкий                       | номинал «10 CENTIMES» и год чеканки в обрамлении венка из лавровой ветви и колоса, справа вверху полукругом «LIBERTE • EGALITE • FRATERNITE •», слева полукругом «A.DIEUDONNE» | изображение Марианны, слева «LAGRIFFOUL», в верхней части «REPUBLIQUE FRANÇAISE» | Алюминиевая бронза                                                                 | 1962—2000 Тираж: 1995 г. — 169 968 000 шт.                                  |
| 20 сантимов. Дизайнер Адриен Дьёдонне (Adrien Dieudonne) |                               |                               |                               |                               | |                                                                                  |                                                                                    |                                                                             |
|                                                          |                               | 23,5 мм                       | 4 г                           | гладкий                       | Номинал | Голова Марианны                                                                  | Алюминиевая бронза                                                                 | 1962—2000 Тираж: 1978г — 125 015 000 шт.                                    |
| 50 сантимов. Дизайнер Анри Лагрифул (Henri Lagriffoul)   |                               |                               |                               |                               | |                                                                                  |                                                                                    |                                                                             |
|                                                          |                               | 25 мм                         | 7 г                           | гладкий                       | Номинал | Голова Марианны                                                                  | Алюминиевая бронза                                                                 | 1962—1964                                                                   |
| 1/2 франка. Дизайнер Оскар Роти (Oscar Roty)             |                               |                               |                               |                               | |                                                                                  |                                                                                    |                                                                             |
|                                                          |                               | 19,5 мм                       | 4,5 г                         | рубчатый                      | Номинал | Фигура сеятельницы                                                               | Никель                                                                             | 1965—2000 Тираж: 1986 г. — 109 998 000 шт.                                  |
| 1 франк. Дизайнер Оскар Роти (Oscar Roty)                |                               |                               |                               |                               | |                                                                                  |                                                                                    |                                                                             |
|                                                          |                               | 24 мм                         | 6 г                           | рубчатый                      | Номинал | Фигура сеятельницы                                                               | Никель                                                                             | 1960—2001 Тираж: 1964 г. — 77 425 000 шт.                                   |
| 2 франка. Дизайнер Оскар Роти (Oscar Roty)               |                               |                               |                               |                               | |                                                                                  |                                                                                    |                                                                             |
|                                                          |                               | 26,5 мм                       | 7,5 г                         | рубчатый                      | Номинал | Фигура сеятельницы                                                               | Никель                                                                             | 1979—2000                                                                   |
| 5 франков. Дизайнер Оскар Роти (Oscar Roty)              |                               |                               |                               |                               | |                                                                                  |                                                                                    |                                                                             |
|                                                          |                               | 29 мм                         | 10 г                          | рубчатый                      | Номинал | Фигура сеятельницы                                                               | Никель                                                                             | 1960—1995                                                                   |
| 10 франков. Дизайнер Огюстен Дюпре (Augustin Dupre)      |                               |                               |                               |                               | |                                                                                  |                                                                                    |                                                                             |
|                                                          |                               | 37 мм                         | 25 г                          | рубчатый                      | Номинал | Геркулес с олицетворениями Свободы и Равенства                                   | Серебро                                                                            | 1965—1973                                                                   |
| 10 франков. Дизайнер Эмиль Руссо (Emile Rousseau)        |                               |                               |                               |                               | |                                                                                  |                                                                                    |                                                                             |
|                                                          |                               | 26 мм                         | 10 г                          | рубчатый                      | Номинал | Карта Франции                                                                    | Никелевая латунь                                                                   | 1974—1985, 1987 Тираж: 1978 г. — 97 590 000 шт.                             |
| 10 франков. Дизайнер Хоаким Хименес (Joaquim Jimenez)    |                               |                               |                               |                               | |                                                                                  |                                                                                    |                                                                             |
|                                                          |                               | 21 мм                         | 6.5 г                         | рубчатый                      | Номинал | Голова Марианны                                                                  | Никель                                                                             | 1986 Тираж: 1986 г. — 87 912 000 шт.                                        |
| 10 франков.                                              |                               |                               |                               |                               | |                                                                                  |                                                                                    |                                                                             |
|                                                          |                               | 22,3 мм                       | 6,5 г                         | рубчатый                      | Номинал | Гений свободы — фрагмент Июльской колонны                                        | Биметалл: центр — никель, кольцо — алюминиевая бронза                              | 1988—2000                                                                   |
| 20 франков.                                              |                               |                               |                               |                               | |                                                                                  |                                                                                    |                                                                             |
|                                                          |                               | 27 мм                         | 9 г                           | рубчатый                      | Номинал | Остров Мон-Сен-Мишель                                                            | Триметалл: внешнее кольцо и центр — алюминиевая бронза, внутреннее кольцо — никель | 1992—2001                                                                   |
| 50 франков. Дизайнер Огюстен Дюпре (Augustin Dupre)      |                               |                               |                               |                               | |                                                                                  |                                                                                    |                                                                             |
|                                                          |                               | 41 мм                         | 30 г                          | рубчатый                      | Номинал | Геркулес с олицетворениями Свободы и Равенства                                   | Серебро 0.900                                                                      | 1974—1979                                                                   |

## Таблица выпущенных банкнот в период 1960—2001 годы
| Таблица банкнот 1960—2001 годов | Таблица банкнот 1960—2001 годов | Таблица банкнот 1960—2001 годов | Таблица банкнот 1960—2001 годов | Таблица банкнот 1960—2001 годов | Таблица банкнот 1960—2001 годов | Таблица банкнот 1960—2001 годов                                                    | Таблица банкнот 1960—2001 годов                                                     | Таблица банкнот 1960—2001 годов |
| Аверс                           | Реверс                          | Номинал (франков)               | Размеры (мм.)                   | Выпущена                        | Выведена из оборота             | Аверс                                                                              | Реверс                                                                              |                                 |
| ------------------------------- | ------------------------------- | ------------------------------- | ------------------------------- | ------------------------------- | ------------------------------- | ---------------------------------------------------------------------------------- | ----------------------------------------------------------------------------------- | ------------------------------- |
|                                 |                                 | 5                               | 140 x 75                        | 4 января 1960                   | 3 января 1967                   | 20 — Виктор Гюго — BANQUE de FRANCE                                                | 20 — Виктор Гюго — BANQUE de FRANCE                                                 |                                 |
|                                 |                                 | 5                               | 140 x 75                        | 3 января 1967                   | 6 января 1971                   | 20 — Луи Пастер — BANQUE de FRANCE                                                 | 20 — Луи Пастер — BANQUE de FRANCE                                                  |                                 |
|                                 |                                 | 10                              | 150 x 80                        | 4 января 1960                   | 2 января 1964                   | 20 — Ришельё — BANQUE de FRANCE                                                    | 20 — Ришельё — BANQUE de FRANCE                                                     |                                 |
|                                 |                                 | 10                              | 150 x 80                        | 2 января 1964                   | 1973                            | 20 — Вольтер — BANQUE de FRANCE                                                    | 20 — Вольтер — BANQUE de FRANCE                                                     |                                 |
|                                 |                                 | 10                              | 140 x 75                        | 5 ноября 1974                   | 31 декабря 1980                 | 20 — Гектор Берлиоз — BANQUE de FRANCE                                             | 20 — Гектор Берлиоз — BANQUE de FRANCE                                              |                                 |
|                                 |                                 | 20                              | 140 x 75                        | 6 октября 1981                  | 18 февраля 2002                 | 20 — VINGT Francs (фр.) — Клод Дебюсси — BANQUE de FRANCE                          | 20 — Клод Дебюсси — BANQUE de FRANCE                                                |                                 |
|                                 |                                 | 50                              | 160 x 80                        | 4 января 1960                   | 2 января 1963                   | 50 — Cinquante Francs (фр.) — Генрих IV — надпись — Banque de France               | 50 — Cinquante Francs (фр.) — Генрих IV — надпись — Banque de France                |                                 |
|                                 |                                 | 50                              | 160 x 85                        | 2 января 1963                   | 1976                            | 50 — Cinquante Francs (фр.) — Жан Расин — надпись — Banque de France               | 50 — Cinquante Francs (фр.) — Жан Расин — надпись — Banque de France                |                                 |
|                                 |                                 | 50                              | 150 x 80                        | 5 апреля 1977                   | 1992                            | 50 — Cinquante Francs (фр.) — Морис Кантен де Латур — надпись — Banque de France   | 50 — Cinquante Francs (фр.) — Морис Кантен де Латур — надпись — Banque de France    |                                 |
|                                 |                                 | 50                              | 123 x 80                        | 20 ноября 1993                  | 18 февраля 2002                 | 50 — Cinquante Francs (фр.) — Антуан де Сент-Экзюпери — надпись — Banque de France | 50 — Cinquante Francs (фр.) — Аэроплан — надпись — Banque de France                 |                                 |
|                                 |                                 | 100                             | 172 x 92                        | 4 января 1960                   | 30 апреля 1971                  | 100 — Cent Francs (фр.) — Наполеон Бонапарт — Banque de France                     | 100 — Cent Francs (фр.) — Наполеон Бонапарт — Banque de France                      |                                 |
|                                 |                                 | 100                             | 172 x 92                        | 19 января 1965                  | 1 марта 1985                    | 100 — Cent Francs (фр.) — Корнель — Banque de France                               | 100 — Cent Francs (фр.) — Корнель — Banque de France                                |                                 |
|                                 |                                 | 100                             | 160 x 85                        | 2 августа 1979                  | 1 февраля 1999                  | 100 — Cent Francs (фр.) — Делакруа — Banque de France                              | 100 — Cent Francs (фр.) — Делакруа — Banque de France                               |                                 |
|                                 |                                 | 100                             | 133 x 80                        | 15 декабря 1997                 | 18 февраля 2002                 | 100 — Cent Francs (фр.) — Поль Сезанн — Banque de France                           | 100 — Cent Francs (фр.) — Картина Сезанна «Натюрморт с фруктами» — Banque de France |                                 |
|                                 |                                 | 200                             | 172 x 92                        | 7 июля 1982                     | 1 апреля 1998                   | 200 — Deux Cents Francs (фр.) — Монтескьё — Banque de France                       | 200 — Deux Cents Francs (фр.) — Монтескьё — Banque de France                        |                                 |
|                                 |                                 | 200                             | 143 x 80                        | 29 октября 1996                 | 18 февраля 2002                 | 200 — Deux Cents Francs (фр.) — Густав Эйфель — Banque de France                   | 200 — Deux Cents Francs (фр.) — Эйфелева башня — Banque de France                   |                                 |
|                                 |                                 | 500                             | 182 x 97                        | 2 декабря 1960                  | 9 марта 1970                    | 500 — Cinq Cents Francs (фр.) — Мольер — Banque de France                          | 500 — Cinq Cents Francs (фр.) — Мольер — Banque de France                           |                                 |
|                                 |                                 | 500                             | 180 x 97                        | 7 января 1969                   | 1 марта 1997                    | 500 — Cinq Cents Francs (фр.) — Паскаль — Banque de France                         | 500 — Cinq Cents Francs (фр.) — Паскаль — Banque de France                          |                                 |
|                                 |                                 | 500                             | 153 x 80                        | 22 марта 1995                   | 18 февраля 2002                 | 500 — Cinq Cents Francs (фр.) — Мари Кюри и Пьер Кюри — Banque de France           | 500 — Cinq Cents Francs (фр.) — стол с лабораторным инструментом — Banque de France |                                 |